# Pandamangalam
Pandamangalam é uma panchayat (vila) no distrito de Namakkal, no estado indiano de Tamil Nadu.

## Demografia
Segundo o censo de 2001,  Pandamangalam  tinha uma população de 5949 habitantes. Os indivíduos do sexo masculino constituem 50% da população e os do sexo feminino 50%. Pandamangalam tem uma taxa de literacia de 70%, superior à média nacional de 59.5%: a literacia no sexo masculino é de 78% e no sexo feminino é de 62%. Em Pandamangalam, 9% da população está abaixo dos 6 anos de idade.